# 岡部桂一郎
岡部 桂一郎（おかべ けいいちろう、1915年（大正4年）4月3日 - 2012年（平成24年）11月28日）は歌人。

## 経歴
兵庫県神戸市生まれ。神戸尋常小学校、関西学院中等部を経て、熊本薬学専門学校（現熊本大学薬学部）卒業。
1937年（昭和12年）、山下陸奥の歌誌「一路」入会。1941年（昭和16年）から1945年（昭和20年）にかけて、作歌を中断。1947年（昭和22年）、上京し国立習志野病院の薬局長として勤務。1948年（昭和23年）、「一路」を退会し、山形義雄、芝山永治らと「工人」を創刊。1950年（昭和25年）、金子一秋、葛原繁、三木あや、山崎一郎らとともに「泥の会」の活動を開始。1954年（昭和29年）、山崎方代らと同人誌「黄」を創刊。1971年（昭和46年）、玉城徹、片山貞美、山崎一郎、山崎方代と同人誌「寒暑」を創刊。いわゆる短歌結社に依らず、活動を行っていた。
2012年（平成24年）11月28日、死去。97歳没。没後、歌稿、創作ノートなどは、夫人・岡部由紀子によって神奈川近代文学館に収められる。

## 受賞歴
- 1994年（平成6年）　作品「冬」にて第30回短歌研究賞
- 2003年（平成15年）　歌集『一点鐘』にて第37回迢空賞および第18回詩歌文学館賞
- 2004年（平成16年）　旭日小綬章[8]
- 2008年（平成20年）　歌集『竹叢』にて第59回読売文学賞

## 著書
- 歌集『緑の墓』　白玉書房、1956年
- 歌集『木星』　木馬社、1969年
- 選集『鳴滝』　短歌新聞社〈現代歌人叢書〉、1981年
- 歌集『戸塚閑吟集』　不識書院、1988年
- 歌集『一点鐘』　青磁社、2002年
- 『岡部桂一郎全歌集 1956-2007』（未刊歌集『竹叢』を収録）　青磁社、2007年
- 歌集『坂』　青磁社、2014年

## 関連文献
- 「岡部桂一郎氏インタビュー 動かざる樹の沈黙-戸塚の谷に根ざして」『横浜歌人会会報』第100号、2011年2月

岡部および妻・由紀子へのインタビュー。岡部自身のことはもちろん、同時代の歌壇のようすについても語られている。